# Pier Luigi Romita
Pier Luigi Romita (Torino, 27 luglio 1924 – Milano, 23 marzo 2003) è stato un politico italiano, più volte ministro della Repubblica, e segretario del Partito Socialista Democratico Italiano dall'ottobre 1976 all'ottobre 1978.

## Biografia
Nacque a Torino il 27 luglio 1924, secondogenito di Maria Stella e di Giuseppe Romita, militante antifascista esponente storico del socialismo e socialismo democratico italiano, nonché ministro dell'interno durante il referendum del 1946. 
Pier Luigi trascorse i primi anni di vita a Mongreno, sulle colline torinesi, fino a quando, insieme alla madre e alla sorella Gemma, nata nel 1922, raggiunse il padre al confino, prima nell'isola di Ustica nel 1927, poi in quella di Ponza, e infine a Veroli, vicino a Frosinone, nel 1931; finito il confino, nel 1933 con la famiglia si trasferì a Roma, dove frequentò le scuole medie e superiori.
Dopo l'8 settembre 1943, non ancora ventenne, si iscrisse al Partito Socialista Italiano di Unità Proletaria, costituito nella clandestinità sotto la guida anche del padre Giuseppe, e partecipò alla Resistenza italiana unendosi alle brigate Matteotti che operavano sulle colline intorno ad Albano Laziale, e fu insignito della croce di guerra. Dopo la Liberazione e la nascita della Repubblica, guardò con favore alla scissione di palazzo Barberini nel 1947 (a cui aderì) e alla nascita del Partito Socialista dei Lavoratori Italiani di Giuseppe Saragat, al quale attribuì sempre il merito di affermare «la inscindibilità del socialismo dalla libertà e dalla democrazia».
Pur dimostrando particolare dedizione verso l’impegno politico – ispirato fin dagli inizi ai valori del socialismo democratico europeo – proseguì gli studi e nel 1947 si laureò in Ingegneria all'Università di Roma. Intraprese poi la carriera universitaria, diventando docente di idraulica al Politecnico di Milano, approfondendo, fra il 1949 e il 1950, le sue ricerche presso il National Bureau of Standards di Washington e seguendo gli insegnamenti del professor Giulio De Marchi, illustre esponente dell'idraulica italiana e internazionale.
Nel 1965 fu nominato professore ordinario dalla facoltà di agraria dell'Università degli Studi di Milano.
Nel 1952 partecipò alla fondazione del Partito Socialista Democratico Italiano (PSDI), nelle file della sinistra socialdemocratica. In seguito alla morte improvvisa del padre, alle elezioni politiche del 1958 fu eletto deputato tra le liste del PSDI nella circoscrizione Cuneo-Alessandria-Asti, dove fu riconfermato nelle successive otto legislature fino alla XI (1992-1994). 
Fu eletto al Parlamento europeo nel 1984 e nel 1989, optando, in entrambi i casi, per gli incarichi governativi in Italia. Consigliere comunale a Tortona, Alessandria e Torino, dimostrò sempre grande attenzione per il suo collegio elettorale e per il Piemonte: favorì la ristrutturazione delle residenze sabaude, l’ammodernamento della rete dell’acquedotto del Monferrato, nelle province di Torino, Asti e Alessandria, e la realizzazione dell’autostrada A26.
Nel 1961 sposò Antonia Magri, con cui ebbe una figlia, Stella, nata nel 1962.
Dal 1963 al 1992 ricoprì numerosi incarichi di governo. È stato sottosegretario di Stato al Ministero dei Lavori pubblici nel primo e secondo governo Moro (1963-1966), sottosegretario di Stato al Ministero della Pubblica Istruzione nel terzo governo Moro (1966-1968), sottosegretario di Stato al Ministero dell'interno nel primo governo Rumor (1968-1969), sottosegretario alla Pubblica Istruzione nel terzo governo Rumor e governo Colombo (1970-1972), fu ministro senza portafoglio per la Ricerca scientifica e Tecnologica in tre intervalli nel secondo governo Andreotti (1972-1973), nel governo Forlani (1980-1981) e nel quinto governo Fanfani (1982-1983), ministro per gli affari regionali nel primo governo Craxi (1983-1984); fu, infine, ministro per il coordinamento delle politiche comunitarie nel sesto e settimo governo Andreotti.
Nei primi anni 1960, con la nascita del centro-sinistra "organico" di Aldo Moro, salutò con favore l’ingresso del Partito Socialista Italiano (PSI) nell’area di governo e il contestuale allontanamento dal Partito Comunista Italiano (PCI).
Dopo l’elezione di Saragat alla presidenza della Repubblica nel 1964, fu protagonista, nel 1966, della riunificazione del PSDI con il PSI nel Partito Socialista Unificato prima, e poi della nuova scissione socialista democratica nel 1969.
Negli anni 1970, a seguito della crisi petrolifera, condivise la necessità di un cambiamento della politica economica governativa, fondata sulla spesa pubblica finanziata in disavanzo.

### Segretario del Partito Socialista Democratico Italiano

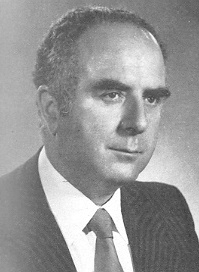
Romita rieletto alla Camera dei deputati nel 1976

Conclusasi l’esperienza governativa del primo centro-sinistra, nel 1974, Romita fu tra i firmatari di una mozione congressuale – promossa da Saragat – con cui si denunciava la politica centrista rilanciata dal segretario Mario Tanassi. Dopo il deludente risultato del PSDI alle elezioni politiche del 1976, Tanassi si dimise e Romita fu eletto alla segreteria nazionale del partito al suo posto, fino al 1978: in un biennio segnato dall'uccisione di Moro a opera delle Brigate Rosse, verso cui il segretario del PSDI avversò sempre «qualsiasi cedimento».
Alla guida del suo partito, si confrontò con il PCI e criticò la strategia del "compromesso storico", sollecitò quindi il dialogo fra le forze parlamentari per il raggiungimento di un accordo «sui problemi più urgenti e importanti per il paese» e per superare le «intese tattiche» e «l’ambiguità delle astensioni», ed era solito ribadire a Enrico Berlinguer che oramai «molte artificiose e manichee distinzioni» con il PCI erano venute meno, ma che una reale alternativa alla DC non potesse che essere «democratica».
Atlantista convinto, Romita credeva nella distensione internazionale, nel disarmo e nella possibilità di superare la contrapposizione fra i blocchi attraverso la mediazione, e da europeista della prima ora, sostenne l’elezione diretta a suffragio universale del Parlamento europeo.
Durante i governi di «solidarietà nazionale», riavviò il dialogo con il PSI guidato da Bettino Craxi e definitivamente approdato alla cultura occidentale e socialista liberale, e cercò, proponendo la costituzione di un'«area socialista», di favorire la riunificazione del socialismo italiano. I suoi vicesegretari, Pietro Longo e Franco Nicolazzi, lo accusarono, tuttavia, di non mantenere adeguatamente le distanze dalla sinistra massimalista e dal PCI; messo in minoranza nel comitato centrale dell’ottobre 1978, lasciò la segreteria del partito a favore di Pietro Longo.

### Ministro della Repubblica e ultimi anni
Il 30 luglio 1984 fu nominato Ministro del bilancio e della programmazione economica del governo Craxi, succedendo al segretario del PSDI Longo, dimessosi a causa dello scandalo della loggia P2; Romita mantenne l'incarico nel secondo governo Craxi fino alla sua fine, il 18 aprile 1987.
Nel 1988 perse la sfida con Antonio Cariglia nella corsa alla segreteria del PSDI e, nel 1989, alla vigilia del crollo del muro di Berlino, raccogliendo l’appello lanciato da Craxi per l’unità delle forze socialiste italiane, uscì dal suo partito e partecipò alla fondazione, insieme a Pietro Longo, del movimento di Unità e Democrazia Socialista (UDS) che, poco dopo, confluì nel PSI, con cui Romita fu rieletto, nel 1989, al Parlamento europeo e, nel 1992, alla Camera dei deputati.
Contribuì alla costituzione dell'Associazione Italiana Combattenti Interalleati nel 1990.
Ministro per il coordinamento delle politiche comunitarie nel settimo governo Andreotti, dove sostenne l’applicazione della legge comunitaria per il recepimento e l’attuazione, anno per anno, attraverso un unico testo legislativo nazionale, degli obblighi derivanti dalle direttive europee, fu membro della delegazione italiana che firmò il Trattato di Maastricht.
Dopo lo scioglimento del PSI, travolto dalle vicende di Tangentopoli, Romita aderì ai Socialisti Italiani di Enrico Boselli, dove fu sostenitore dell'Ulivo di Romano Prodi, per poi passare nel 1997 al Partito Democratico della Sinistra (PDS), con cui nel 1998 confluì nei Democratici di Sinistra (DS), per unificare il PDS con altre forze della sinistra italiana. Per i DS fu dirigente regionale in Piemonte e firmò un appello a votare per i DS alle elezioni europee del 1999 insieme ad altri socialdemocratici storici come Alberto Bemporad, Filippo Caria, Ferdinando Facchiano.
Morì a Milano il 23 marzo 2003, dopo una lunga malattia.